# Синхронное плавание на летних Олимпийских играх 1984
Соревнования по синхронному плаванию на летних Олимпийских играх 1984 года были первыми в истории Олимпийских игр. Участницы соревновались в одиночном и парном разрядах.

## Общий медальный зачёт
| Место | Страна | Золото | Серебро | Бронза | Всего |
| ----- | ------ | ------ | ------- | ------ | ----- |
| 1     | США    | 2      | 0       | 0      | 2     |
| 2     | Канада | 0      | 2       | 0      | 2     |
| 3     | Япония | 0      | 0       | 2      | 2     |

## Медалистки
| Дисциплина | Золото                          | Серебро                               | Бронза                                 |
| ---------- | ------------------------------- | ------------------------------------- | -------------------------------------- |
| Соло       | Трейси Руис США                 | Кэролин Валдо Канада                  | Мивако Мотоёси Япония                  |
| Дуэт       | США · Кэнди Кости · Трейси Руис | Канада · Шэрон Хэмбрук · Келли Крычка | Япония · Саэко Кимура · Мивако Мотоёси |